# Poney de sport nord-américain
Le poney de sport nord-américain est une race de poneys créée aux États-Unis en 1997, dont la sélection a été officiellement étendue au Canada en 2008. Ses origines proviennent d'un groupe diversifié de races, car ce poney de sport n'est pas issu de lignées spécifiques, mais relève plutôt d'un type de conformation, semblable à l′American warmblood.
Comme leur nom l'indique, ces poneys sont couramment utilisés comme montures plus petites pour les concurrents enfants, adolescents et jeunes adultes dans les compétitions d'équitation sportives, qui vont du dressage au saut d'obstacles en passant par des concours de modèle et allures, du niveau local au niveau international. Le registre du poney de sport était initialement une sous-section du registre de l′American Warmblood, et a été créé pour répondre au besoin d'une monture qui soit aussi athlétique et compétitive que les chevaux Warmblood apparentés, mais avec une taille plus réduite et un tempérament plus gérable pour les jeunes cavaliers.
Le poney de sport nord-américain doit avoir une taille allant de 1,37 m à 1,47 m. Il doit ressembler à un petit cheval et se déplacer idéalement comme un cheval de sport, et être physiquement capable de concourir dans une grande variété de disciplines sportives. Des lignées de chevaux et de poneys de race Quarter Horse, Pur-sang, Arabe, Morgan, Connemara et Welsh peuvent être trouvées chez ce poney. Un poney de sport est idéalement à la fois bien adapté à la vie en famille et performant en compétition.

## Histoire
L′American Sport Pony Registry est ouvert en 1997, en tant que division de l′American Warmblood Registry (registre du cheval de sport américain). Il y a alors un d'importants besoins d'un homologue nord-américain du mouvement Warmblood existant en Europe. La demande en chevaux physiquement capables d'exceller dans les événements sportifs est très grande. En 1997, l′American Warmblood Registry ouvre des enregistrements pour les poneys, à l'instar de l'Europe, permettant aux éleveurs de répondre à ce marché spécifique. En 2003, en raison du grand nombre de poneys enregistrés et cherchant à être enregistrés, le registre nord-américain des poneys sportifs est rouvert en tant qu'organisation indépendante. 
En 2008, le nom de l'association gérant cette race est changé en North American Sportpony Registry (NASPR, registre nord-américain des poneys sportifs), afin de mieux refléter l'inclusion des poneys nés et élevés au Canada.
C'est depuis devenu une plaque tournante, non seulement pour la communauté des éleveurs et des utilisateurs de poneys de sport, mais aussi pour la communauté du poney en général.

## Description
Ce poney n'est pas véritablement considéré comme une race, mais plutôt comme un type. Le poney de sport ne peut pas être lié à un éleveur ou à un étalon spécifique, car sa sélection n'est pas basé sur la lignée, mais sur le type physique, et la race présente à ce titre de multiples influences. La NASPR dispose d'un standard de race officiel, bien que ces poneys participent à une variété de disciplines équestres différentes. 
Pour être enregistré, un poney doit impérativement mesurer entre 1,37 m et 1,47 m.

### Morphologie
Le modèle est celui du poney de selle léger. Il ressemble aux races de chevaux warmblood, avec une plus petite taille. Les animaux ne doivent pas ressembler au poney stéréotypé, qui est robuste et épais, mais plutôt être des montures athlétiques et volontaires. La tête doit être petite et élégante, proprement attachée à une encolure longue et large. Les membres doivent être secs et dotés de genoux plats. 

### Robes
Toutes les couleurs de robe sont acceptées,.

### Allures
Le mouvement est une caractéristique importante chez un poney de sport nord-américain. Il doit être rythmé, avec une impulsion importante de l'arrière-main. L'animal est recherché doté d'une excellente élasticité, d'impulsion, d'articulation et de suspension. Le mouvement traditionnel des « genoux plats », qui est populaire en compétition hunter, n'est pas un objectif visé chez la race du poney de sport nord-américain, mais il est accepté. Idéalement, un poney sportif se déplace comme un warmblood et doit être agile, avec des mouvements élastiques, mais à plus petite échelle.

### Sélection
Cette race est sélectionnée sur sa capacité à concourir dans les disciplines internationalement reconnues du saut d'obstacles, du dressage, du concours complet et de l'attelage combiné. En raison des politiques strictes de documentation et de classement, les poneys qui sont autorisés dans ce registre sont sélectionnés. Des inspections de poneys sont organisées dans toute l'Amérique du Nord, en vue d'accepter ou non un sujet dans le registre de race.
Pour être acceptés dans le registre, les poneys doivent aussi être typés sur leur ADN. La raison en est que le poney de sport nord-américain n'est pas une race issue de lignées. Avec une base d'ADN référencée, une lignée qui suit le type physique pourra être référencée dans un second temps. L'inspection comprend l'examen de la conformation du poney, mais aussi de ses allures et de son tempérament. Les étalons proposés pour être acceptés dans le registre doivent réussir des performances supplémentaires, avec des exigences strictes en matière de descendance.

## Utilisations
Le poney de sport doit être agile et athlétique, donc être capable de participer à une variété d'activités. Les plus courantes sont les disciplines internationales de dressage, de concours complet et de saut d'obstacles, ainsi que la discipline moins courante de l'attelage. L'intensité de chacun de ces sports varie en fonction de la capacité du cavalier. Un jeune enfant ou un cavalier débutant doit pouvoir utiliser un poney de sport pour apprendre et être compétitif dans la discipline équestre de son choix. Un cavalier adulte, avec les instructions appropriées, devrait être capable de monter l'un de ces poneys quel que soit son niveau d'expérience, même jusqu'aux plus hauts niveaux de compétition.
Le poney de sport doit être à la fois un animal de compagnie adapté aux familles, sans danger pour les jeunes enfants, et une monture compétitive pour ses propriétaires adultes sur les terrains de compétition. Idéalement, le poney de sport aurait la capacité et l'aptitude compétitives de ses ancêtres chevaux de sport, mais en conservant la personnalité imperturbable du poney. 
Il existe plusieurs cas de poneys de sport nord-américains qui ont remporté des compétitions face à des chevaux Warmblood beaucoup plus grands.
Le plus grand concours de poneys de sport organisé par le registre nord-américain est le Sportpony Star Search, parrainé par Hayward Sportswear Ltd. Un poney qui remporte le Star Search reçoit le trophée, ainsi qu'un prix de 2 500 $ s'il s'agit d'un poney enregistré. Pour gagner, un poney doit dominer sa catégorie lors des qualifications tout au long de l'année, puis rivaliser avec tous les autres poneys qualifiés à la Royal Winter Fair de Toronto en Ontario. Le gagnant devient le Grand Champion des poneys de sport. Il existe plusieurs catégories dans les compétitions organisées à travers l'Amérique du Nord pour permettre à chaque type de cavalier de gagner des points.

## Individus notables
Bien que le registre soit relativement nouveau, il comporte des individus notables. Le poney Theodore O'Connor a concouru avec succès au plus haut niveau du concours complet. Il a terminé 3e de son premier CCI****, le Rolex Kentucky Three Day et a participé aux Jeux panaméricains en tant que membre de l'équipe américaine de concours complet. Il y a non seulement remporté l'or par équipe, mais a également battu de nombreux chevaux plus expérimentés pour remporter l'or individuel. Il a également été présélectionné pour l'équipe olympique de Pékin en 2008. 
Dans un domaine de compétition très différent, le dressage, un hongre croisé Connemara et Pur-sang, Seldom Seen, a illustré les capacités de ce poney de sport. Initialement destiné à être une monture de poney club pour la fille de son propriétaire, la star du dressage Lendon Gray a fini par amener ce poney au niveau national. Seldom Seen a été le cheval USDF de l'année lors du quatrième niveau au Grand Prix de dressage. Il a également été champion de réserve AHSA au 2e niveau, champion AHSA aux 3e, 4e, Prix St. Georges et Intermidiare 1, ainsi que médaille d'or individuelle au Festival olympique américain à Syracuse, NY. Seldom Seen a pris sa retraite à l'âge de 26 ans, après avoir remporté le Grand Prix, le Grand Prix spécial et le Grand Prix libre en dressage à Devon. Tout au long de sa carrière sportive, Seldom Seen a été critiqué parce qu'il n'est approprié pour le monde du spectacle, mais il a fini par devenir un ambassadeur notable de sa race.